# オヨ王国

オヨ王国
Oyo Empire

18世紀のオヨ

オヨ王国は、1400年ごろから1905年まで、ナイジェリア南東部を支配したヨルバ人の王国。

## 歴史
伝説によれば、イフェを建国したオドゥドゥワ王の末子であるオラニヤン王が建国したとされる。1400年ごろにはすでに建国されており、ハウサ諸王国やソンガイ帝国に近いという地の利を生かしてサハラ交易に参加し、勢力を蓄え、さらにヨーロッパ人がやってくると奴隷貿易によってさらに力をつけ、富を蓄えていった。その富で騎兵隊を作り軍備を増強して、16世紀末にはイフェをしのぎ、ヨルバ諸国を支配下に収めた。
ヨルバ人の王国を統一したオヨ王国はさらに南へと勢力を伸ばし、1728年にはダホメ王国を服属させた。このころから1世紀間はオヨ王国の黄金期であった。
19世紀にはいると、北のハウサ諸王国を滅ぼしたソコト帝国がジハードを宣し、オヨへと侵攻。これはかろうじて退けた。
しかし、北のイロリン王国がこの混乱に乗じて独立し、さらに西のダホメ王国が宗属関係を解除してオヨ王国へと攻め込み、1830年にはオヨ王国はほぼ滅亡し、住人は四散した。
その後細々と続いていったものの、往時の盛況を取り戻すことはついになく、1905年にイギリス領南ナイジェリア保護領に併合されて滅亡した（オヨ州）。